# Brosimum guianense
Brosimum guianense (Aubl.) Huber ex Ducke è una pianta appartenente alla famiglia delle Moracee.

## Descrizione
Le foglie sono lanceolate, coriacee e lucide, lunghe di solito tra i  4 e i 13 cm per  2–6 cm di larghezza, con delle papille nella pagina inferiore. Le infiorescenze sono di dimensione ridotta (3–12 mm di diametro) con numerosi fiori maschili intorno a uno o pochi fiori femminili. I frutti cambiano colore quando sono maturi e diventano di colore giallo o rosso, con un seme di circa un centimetro di diametro.

## Distribuzione e habitat
È diffusa in Messico meridionale, America centrale (Belize, Nicaragua, Guatemala, Honduras, Costa Rica, Panama) e Sudamerica (Guyana, Guiana francese, Suriname, Venezuela, Brasile, Colombia, Ecuador, Perù, Bolivia).

## Usi

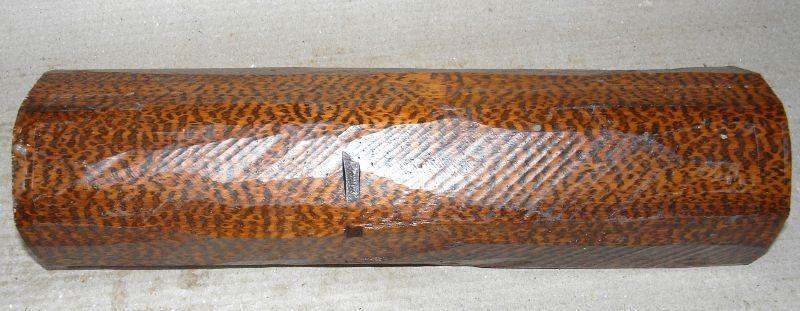
Un blocco di "legno serpente".

Dalla pianta si ricava un legno noto come legno serpente o amoretto. Si tratta di un legname molto duro e compatto, dalla grana fine e densità elevata (1,05-1,25 g⁄cm³), con una marezzatura molto marcata che ricorda la pelle dei serpenti, da cui il nome. La marezzatura ricorda a volte gli ideogrammi orientali, motivo per il quale è noto nei paesi anglosassoni come letterwood (legno delle lettere).
Viene impiegato in ebanisteria, liuteria, archetteria e nella realizzazione di oggetti di pregio, come stecche da biliardo. In liuteria si utilizza principalmente per costruire parti della montatura (cordiere, mentoniere, piroli) mentre in archetteria era molto utilizzato anticamente per la realizzazione di archi, ma nel XVIII secolo è stato quasi completamente sostituito dal pernambuco, che è sufficientemente rigido ma rimane meno pesante del legno serpente; in epoca contemporanea si impiega soprattutto per costruire copie di archi in stile antico e barocco.